# Sandro Viana
Sandro Ricardo Rodrigues Viana (Manaus, Brasil, 26 de marzo de 1977) es un atleta brasileño, especialista en la prueba de los relevos 4 × 100 m. Fue medallista de bronce en los Juegos Olímpicos de 2008 y campeón en los Juegos Panamericanos de 2007 y 2011, en el relevo brasileño 4x100m.

## Carrera deportiva
Sandro comenzó su carrera en 2001, en Manaus. Incluso con 24 años (edad avanzada para iniciar su carrera), entrenó junto a los niños y logró evolucionar. Cuatro años después, Sandro se fue de Manaus a São Paulo para entrenar. En el mismo año, ganó la medalla de bronce en la Universiada de 2005 en Izmir, Turquía. Formó parte del equipo que ganó el oro en el relevo 4x100 metros en los Juegos Panamericanos de 2007. Además, compitió en los 200 metros, siendo descalificado en la final por salirse de su carril. Fue finalista en los 4x100 metros en el Campeonato Mundial de Atletismo de 2007 en Osaka (4° lugar, 37s99), 2009 en Berlín (7° lugar, 38s56) y 2011 en Daegu (no completó). Formó parte del equipo brasileño de relevos de 4x100 metros en los Juegos Olímpicos de Pekín 2008, que terminó cuarto. Sin embargo, lo jamaicano Nesta Carter fue sorprendido en la prueba antidopaje, y el equipo jamaiquino que ganó la medalla de oro en ese evento fue descalificado, lo que significó que el cuarteto brasileño integrado por Bruno de Barros, Vicente de Lima, José Carlos Moreira y Sandro Viana heredó la medalla de bronce en los Juegos Olímpicos de Beijing 2008. Como parte de la delegación que compitió en los Juegos Panamericanos de 2011 en Guadalajara, México, ganó el oro en el evento masculino de 4x100 metros.